# 杉野田ぬき
杉野 田ぬき（すぎの たぬき、1964年8月26日 - ）は、日本の声優、俳優。東京都出身。プロダクション・エース所属。旧名は杉野 博臣。

## 来歴
かつては、トリトリオフィスや劇団朋友、B-Boxに所属していた。
2019年10月8日、プロダクション・エースへの移籍を自身のブログにて発表。

## 人物
趣味は漫画制作、動画・写真撮影、ラジコン。特技はシナリオ・台本制作。
資格は普通自動車免許。
旧芸名に「杉野 ヒローミ」、「杉野 博臣（すぎの ひろおみ）」がある。
コンビニでアルバイトしている

## 出演

### テレビアニメ
1997年
- さくらももこ劇場 コジコジ（1997年 - 1999年、物知りじいさん、ドロボー）
- 夢のクレヨン王国（ナゲット総理 他）

1998年
- 花さか天使テンテンくん（松沢先生）

1999年
- イソップワールド（クマロス、手下B、父キツネ、村人A）
- ゴクドーくん漫遊記（リュウジー）
- コレクター・ユイ（ジャギー）
- 週刊ストーリーランド（1999年 - 2000年、兄貴C、鬼、犬）
- 神八剣伝（ゴーリ、タゴ）
- HUNTER×HUNTER（第1作）（ベンドット、ダルツォルネ）
- ベターマン（ドランク）

2000年
- アルジェントソーマ（政府閣僚B）
- GEAR戦士電童（マッチョマン）
- こちら葛飾区亀有公園前派出所（2000年 - 2002年、社長、集議院大五郎、素輪道彦、小島、やっとこ丸の老人）
- ドキドキ♡伝説 魔法陣グルグル（光の総裁）
- ビックリマン2000（悪玉コレ捨テロール）
- ファーブル先生は名探偵（ディオン）
- メダロット魂（カミナリオヤジ）
- 遊☆戯☆王デュエルモンスターズ（ビッグ4大田宗一郎 / 機械軍曹）

2001年
- 激闘!クラッシュギアTURBO（万願寺豪）
- コスモウォーリアー零（ハンター将軍）
- 神鵰侠侶 コンドルヒーロー（五醜、ダルパ）
- デジモンテイマーズ（ウッドモン）
- Dr.リンにきいてみて!（社長）
- も〜っと!おジャ魔女どれみ（シロクマ、おじさん）
- RAVE（ルーガス70、ビス、プリン軍団艦長）

2002年
- Witch Hunter ROBIN（司祭）
- ガンフロンティア（ジョー）
- SAMURAI DEEPER KYO（東郷重位）
- 神世紀伝マーズ（2002年 - 2003年、科学者A、長官、防衛庁長官 ほか）
- 電光超特急ヒカリアン（グラフマー、暁美の父、桜のモンスター、従業員）
- デジモンフロンティア（バクモン）
- 爆転シュート ベイブレード2002（スコット警部）
- ハングリーハート WILD STRIKER（森高理事長）
- ボンバーマンジェッターズ（バジャー）

2003年
- 時空冒険記ゼントリックス（ジョーイ）
- 出撃!マシンロボレスキュー（宮島武蔵、ドリルロボ、社長、速水雄大）
- ソニックX（ジョンソン監督、統合参謀本部議長、ヘレンのパパ、プリズンアイランド所長）
- PEACE MAKER鐵（浪士、浪人）
- MOUSE（警察幹部、野次馬）

2004年
- ごくせん（熊井輝夫）
- BURN-UP SCRAMBLE（最高議会幹部B、強盗B、バーテンダー）

2005年
- うえきの法則（巨漢）
- 陰陽大戦記（ダイカン、榎のコンゴウ）
- 地獄少女（室井の父親）
- B-伝説!バトルビーダマン 炎魂（ダイカーン）

2006年
- パッタ ポッタ モン太（タイガー）
- マジカノ（校長）

2007年
- ひぐらしのなく頃に解（大臣、閣僚、教授、村民）
- MOONLIGHT MILE（イヴァン・プロボノフ、現場監督、兵士B、ビル 他） - 2シリーズ

2008年
- CLANNAD 〜AFTER STORY〜（社長）
- シゴフミ（警官）
- 純情ロマンチカ（先生の父）
- テイルズ オブ ジ アビス（ウルシー）
- ドルアーガの塔 〜the Aegis of URUK〜（グダ）
- 隠の王（店主）
- 伯爵と妖精（コブラナイ）
- バトルスピリッツ 少年突破バシン（ナゾオトナ）
- BLEACH（2008年 - 2010年、如月泰戌、男）
- ミチコとハッチン（ポゴ）

2009年
- アラド戦記〜スラップアップパーティー〜（G.S.D）
- おじゃる丸（2009年 - 2010年、植木屋、飼い主、亡き者）
- 空を見上げる少女の瞳に映る世界（マテュ）
- DARKER THAN BLACK -流星の双子-（キャットカフェオーナー）
- チーズスイートホーム あたらしいおうち（吉川さん）
- テガミバチ（店主）
- バトルスピリッツ 少年激覇ダン（大男、ブルストム）
- ヤッターマン（第2作）（カニアシ町長）
- 夢色パティシエール（運転手）

2010年
- SDガンダム三国伝 Brave Battle Warriors（馬元義ザク、朱儁ザクキャノン、顔良ガズアル、文官ジム、水賊、兵士）
- ソ・ラ・ノ・ヲ・ト（カール）
- ちゅーぶら!!（校長）
- はなかっぱ（2010年 - 2012年、やまのふじ父ちゃん、業者、カミナリゴロゴロ）
- 夢色パティシエールSP プロフェッショナル（森の主）

2011年
- TIGER & BUNNY（犯人〈Mr.ピッグ〉）
- ぬらりひょんの孫 千年魔京（頼道）
- 爆丸バトルブローラーズ ガンダリアンインベーダーズ（ルビアノイド）
- よんでますよ、アザゼルさん。（男のあきこ）

2012年
- イクシオン サーガ DT（ガルボーン）
- 機動戦士ガンダムAGE（イゴール・エバンス、ラドック・ホーン）
- 夏目友人帳 肆（馬面の妖怪、悪鬼）
- ペルソナ4（月光館学園校長）

2013年
- 最強銀河 究極ゼロ 〜バトルスピリッツ〜（ゴリ押しのゴーイン、テレンス親分）

2014年
- Z/X IGNITION（パイロットB、兵士C）
- ばらかもん（郷長）

2017年
- スナックワールド（ビネガー・カーン）
- 将国のアルタイル（ゼノン）
- 地獄少女 宵伽（室井の父親）

2018年
- レイトン ミステリー探偵社 〜カトリーのナゾトキファイル〜（2018年 - 2019年、クラーク・ゴスペック）

2019年
- おしりたんてい（2019年 - 2020年、アザラーシ / ミスター・アザラーシ）

2020年
- 恋とプロデューサー〜EVOL×LOVE〜（ワン）

2022年
- サザエさん（守り人）
- ブッチギレ!（毛利敬親）

2023年
- REVENGER（天目屋）

### 劇場アニメ
時期不明
- 雅也のあだ名（ピグ）

1999年
- MARCO 母をたずねて三千里（魚屋）

2000年代
- デジモンテイマーズ 暴走デジモン特急（2002年、鉄道指令センター主任）
- パッテンライ!! 〜南の島の水ものがたり〜（2008年）
- 天上人とアクト人最後の戦い（2009年、マテュ）
- レイトン教授と永遠の歌姫（バートン）

2010年代
- ブレイク ブレイド（2010年、ヘケラ）
- トリコ 3D 開幕!グルメアドベンチャー!!（2011年、リンボー）
- ドラゴンエイジ -ブラッドメイジの聖戦-（2012年、ラザロ）
- ドラゴンフォース（2013年、ドクターJ）
- PERSONA3 THE MOVIE #4 Winter of Rebirth（2016年、校長）

2020年代
- 映画おしりたんてい さらば愛しき相棒（おしり）よ（2024年、アザラーシ）

### OVA
1998年
- ダイノゾーン（ダイノマンモス）

1999年
- 新世紀GPXサイバーフォーミュラSIN（アオイクルー）

2002年
- ヤングハーロックを追え! コスモウォーリアー零外伝（ハンター）
- BLIND NIGHT（園長）
- 清純看護学院 新人ナース“祐未”恥虐の看護実習（山本）

2003年
- とらいあんぐるハート 〜Sweet Songs Forever〜（マフィア）

2004年
- 冤罪 eine falsche Beschuldi-gung（ボルアネ）

2005年
- 清純看護学院（山本）

2007年
- 異国色恋浪漫譚（鸞丸の父）

2008年
- 機動戦士ガンダム MS IGLOO 2 重力戦線（戦車兵）

2013年
- 機動戦士ガンダムAGE MEMORY OF EDEN（ラドック・ホーン）

### Webアニメ
- 幕末機関説 いろはにほへと（2006年、西郷隆盛、針生玄藩）
- バトルスピリッツ サーガブレイヴ（2019年、ブルストム）

### ゲーム
1993年
- フィーンドハンター（バンダー&シーサン）

2000年
- さくらももこ劇場 コジコジ（物知りじいさん）
- 探偵紳士DASH!（デビット西船橋）

2002年
- 冤罪 eine falsche Beschuldi-gung（ボルアネ）
- 帰ってきたサイボーグクロちゃん（ドクター剛、ビッグ・ボス）
- flutter of birds II 〜天使たちの翼〜（森野 大熊）

2003年
- 地っ球の平和をま〜もるためっ!!（長官）

2002年
- GROOVE ADVENTURE RAVE 〜未完の秘石〜（ルーガス70、プリン、ツブ）
- Flugel 〜約束の青空の下へ〜（ベニンクス・ファント）

2004年
- 真章 幻夢館（斑猫 耳彦）
- ロックマンゼロ3（グラチャー・レ・カクタンク）

2005年
- 時空冒険記ゼントリックス（ジョーイ）
- 新世紀勇者大戦（ザイテーダ）

2006年
- グローランサーV（バクター）

2007年
- グローランサーVI（バクター）

2008年
- レイトン教授と最後の時間旅行（バートン）

2009年
- マグナカルタ2

2010年
- ソ・ラ・ノ・ヲ・ト 乙女ノ五重奏（カール）

2012年
- 機動戦士ガンダムAGE ユニバースアクセル / コズミックドライブ（ラドック・ホーン）
- 第2次スーパーロボット大戦OG
- 第2次スーパーロボット大戦Z 再世篇（アロウズ）
- スクール・ウォーズ

2013年
- サモンナイト5（ライジン）

2015年
- ドラゴンクエストVIII 空と海と大地と呪われし姫君（メダル王、キングスライム）

2016年
- League of Legends（ガングプランク、ブラウム）

2017年
- レイトン ミステリージャーニー カトリーエイルと大富豪の陰謀（クラーク・ゴスペック)

2018年
- 妖怪ウォッチ ぷにぷに（ビネガー・カーン）

### ドラマCD
- 兎オトコ虎オトコ（内田教授）
- 幻奏戦記ルリルラ 付録ドラマCD「歌姫たちのプレリュード」（副官）
- ジェラールとジャック（パスカル）
- 支配する指先（梶山部長）
- テガミバチ ドラマCD（ホテルのフロント係）
- 殿といっしょ 2（立花道雪）
- どみなのド!（ナレーション）
- 遙かなる時空の中で4 夜露の書（兵士）
- 冤罪 -ENZAI the Diary-（ボルアネ）
- ぼく、オタリーマン。（あいつ〈上司〉）
- 魔術師オーフェン しゃべる無謀編5（純喫茶・ワンダのマスター）
- ルボー・サウンドコレクション ドラマCD アクマのひみつ（大王）

### 吹き替え

#### 担当俳優
テイラ・トゥリ
- 私立探偵マグナム（カマコナ・トゥプオラ）
- HAWAII FIVE-0（カマコナ）
- MACGYVER/マクガイバー #18（カマコナ）

#### 映画
- アバウト・タイム〜愛おしい時間について〜
- イーグル・アイ
- ウォール・ストリート
- エターナルズ（カルーン〈ハーリッシュ・パテル〉[12]）
- キック・アス（ビッグ・ジョー〈マイケル・リスポリ〉）
- グリーン・ホーネット（男性記者）
- ザ・バンク 堕ちた巨像
- しあわせの処方箋
- ゾディアック（フーケ）
- ダッドナップ パパ誘拐計画（スカンク〈チャールズ・ハルフォード〉）
- 007 ダイ・アナザー・デイ
- ディア マイ ファーザー（ミトゥル〈ラッセル・ダイクストラ〉）
- トランスポーター3 アンリミテッド
- トリスタンとイゾルデ
- ドレスデン、運命の日
- 2012（フレデリック・ウェスト教授〈ジョン・ビリングズリー〉）
- 爆音家族（バーガー・ピッド〈グレッグ・ベイカー〉）
- ハリー・ポッターと死の秘宝 PART1（魔法使い上司）
- ハリウッドランド
- バンテージ・ポイント
- ブラッド・ダイヤモンド（ナビル〈ジミ・ミストリー〉）
- ヒトラー 〜最期の12日間〜（シェンク副官、泥酔した兵士、市民、憲兵）
- ファンタスティック・ビーストとダンブルドアの秘密（アークスターク看守[13]）
- フランケンシュタイン
- プリンセス・プロテクション・プログラム
- 北京バイオリン
- ベッドタイム・ストーリー
- Mr.ウッドコック -史上最悪の体育教師-（理髪師2）
- マイティ・ソー
- マイファミリー・ウェディング
- マイレージ、マイライフ
- ミレニアム2 火と戯れる女
- ミレニアム3 眠れる女と狂卓の騎士
- 黙示録2009 隕石群襲来（ライアン・カーター〈クリストファー・ロッカ〉）
- ROCK ロック（イライアス〈ステイシー・キーチ〉）

#### ドラマ
- ER緊急救命室シリーズ
  - シーズン10 #1（現場監督〈マーカス・フォーマー〉）、#19,20（ボブ〈ドン・オスカー・スミス〉）
  - シーズン11 #19（カルロス〈ハーマン・チャベス〉）
  - シーズン12 #1（ホン〈ケント・アベニード〉）
  - シーズン13 #1（ゲインズ〈デヴィッド・ジロルモ〉）
  - シーズン15 #4（モーガン〈ジャック・グズマン〉）
- 11/22/63（ピート軍曹）
- エージェント・カーター（フランク〈ジョン・ビショップ〉）
- オー!マイレディ（オム・デヨン〈イ・デヨン〉）
- 華麗なるペテン師たち #02
- ギルモア・ガールズ シーズン5 #89 #104
- ゴースト 天国からのささやき シーズン2（アレックス・ミリオ町長〈マイク・ハガティ〉）
- コールドケース 迷宮事件簿 シーズン3　#15 #20
- THE TUDORS〜背徳の王冠〜
- GIRLS/ガールズ シーズン3（ハーミー〈コリン・クイン〉）
- シークレット・アイドル ハンナ・モンタナ（キューピッド・プリーチャー〈マイケル・コーナキア〉）
- シカゴ・メッド シーズン1 #2（ダグ）
- THE MENTALIST メンタリストの捜査ファイルシリーズ
  - シーズン1 #2（マルコム・ボートライト、）#4（廷吏）、#17（ホルマン・ピアリー）
  - シーズン3 #9（エリス・マーズ〈ジョン・ビリングズリー〉）
  - シーズン4 #19
  - シーズン5 #1 #7
- CSI:マイアミ7 #20（ベン・ポソンソン〈デイヴィッド・ザヤス〉）
- CSI:マイアミ8
- SHERLOCK（シャーロック）2（フィル、警備員）
- スーパーナチュラル（テリック）
- ダメージ
- デスパレートな妻たち8（配達人）
- NUMBERS 天才数学者の事件ファイル（ヴィンセント・ウィリアムズ〈チャド・コールマン〉）
- ナース・ジャッキー
- ハイスクール・ニンジャ（フロストバイト）
- HEROES シーズン3（フリント・ゴードン・ジュニア〈ブレイク・シールズ〉）
- ビッグバン★セオリー/ギークなボクらの恋愛法則 シーズン6（サンタクロース〈デイキン・マシューズ〉）
- プリズン・ブレイク シーズン2（ウォーデン・エド・パベルカ所長〈ブランドン・スミス〉）
- ブルース・リー伝説（ワン・リーチャオ〈チェン・ユウ〉、ハリソン）
- ブルーブラッド 〜NYPD家族の絆〜
- ホワイトカラー シーズン3（グレアム・スレーター〈ジョン・ロスマン〉）
- マードック・ミステリー 〜刑事マードックの捜査ファイル〜（ピブロスキー）
- マスター・オブ・ゼロ（アーノルド〈エリック・ウェアハイム〉）
- ミディアム5 霊能者アリソン・デュボア
- 名探偵モンク4 #2（書記長）

#### アニメ
- WALL・E/ウォーリー
- OLOBOB TOP（ナレーション）
- サラとダックン
- シュレック フォーエバー（ワラ）
- スター・ウォーズ クローン大戦
- ベン10（グレイマター、フォーアームズ他）

### 特撮
- 美少女サイボーグミサイルみっちゃん（1999年、アメシア社長X）※俳優として
- 侵略美少女ミリ（2003年、ナレーター、アメシアXの声、グローバルAの声、ムサシボーの声、ジャイガンダーロボの声、顔出し忍者コムソーンXの声 他）
- 時空警察ヴェッカーシグナ（2007年、赤瀬監督）※俳優として
- ビットバレット（2008年、鳳龍吾〈リエの父〉）※俳優として
- 武蔵忍法伝 忍者烈風（2017年、大男、ナレーション）
- 死語女ちゃんイェーイ!!（2021年、YouTube） - プロデューサーと撮影を兼任

### ナレーション
- 20世紀少年 完全版 TVCM及びラジオCM（小学館）

### ボイスオーバー
- 寿命100歳を実現する科学 不老不死のテクノロジー（ディスカバリーチャンネル） - バーナード博士、ヘイフリック教授 他

### テレビドラマ
- 妖ばなし 第6話「つらら娘」（2017年、TOKYO MX2） - 田村のおじさん ※友情出演

### バラエティ
- 『ぷっ』すま 新春SP（テレビ朝日）

### 舞台
- B-Box プロデュース公演
- 劇団朋友
  - 朗読劇「愛をください」（2002年）
  - 女たちのジハード（2012年）
- 夏の夜の貘（2008年、日本劇団協議会）

### その他コンテンツ
- あの人に会わせろ!! アニトクゲマン名人列伝 第1回（2016年、MC）
- マグナムレスキューシリーズ（マモル）
- 世界、西原商会の世界！ Part 2 逆featuring CRAZY KEN BAND（昭和上司）
- ぼくらのまちトミカ・プラレールタウンに全員集合!（2003年、杉野 博臣 名義）- ゲンパチ